# Cololejeunea latilobula
Cololejeunea latilobula là một loài Rêu trong họ Lejeuneaceae. Loài này được (Herzog) Tixier mô tả khoa học đầu tiên năm 1985.